# Adrian Engdahl
Adrian Engdahl, född 2 juni 1994, är en svensk fotbollsmålvakt och målvaktstränare som spelar för IK Brage.

## Karriär

### Tidig karriär
Engdahls moderklubb är Hägerstens SK. Han spelade som ung även för Hammarby IF. 2012 gjorde Engdahl sin A-lagsdebut för Nacka FF i Division 2.

### Assyriska FF
I februari 2015 värvades Engdahl av Assyriska FF, där han skrev på ett tvåårskontrakt med option på ytterligare ett år. Engdahl gjorde sin Superettan-debut den 28 september 2015 i en 1–0-förlust mot Varbergs BoIS. I december 2016 skrev han på ett nytt tvåårskontrakt med Assyriska.

### IFK Haninge
Inför säsongen 2018 gick han till IFK Haninge. Engdahl blev utsedd till bästa målvakten i Division 2 Södra Svealand 2018.

### IK Brage
I januari 2019 värvades Engdahl av IK Brage, där han skrev på ett tvåårskontrakt. Engdahl tävlingsdebuterade den 2 mars 2019 i en 4–2-vinst över FC Rosengård i Svenska cupen. I januari 2021 förlängde han sitt kontrakt i Brage. Efter säsongen 2021 lämnade Engdahl klubben.

### Återkomst i IFK Haninge
I mars 2022 återvände han till IFK Haninge.

### Återkomst i IK Brage
I januari 2025 Återvände Engdahl till IK Brage, där han fick både agera som målvaktstränare och spelare.